# Coupe du monde de VTT 2012
Navigation
2011 2013
La Coupe du monde de VTT 2012 est la 22e édition de la Coupe du monde de VTT. Cette édition comprend trois disciplines : cross-country, cross-country eliminator (XCE) et descente. Le cross-country et la descente comporte sept manches, le XCE comporte 3 manches.
La compétition se déroule du 17 mars 2012 au 15 septembre 2012. C'est la première édition de la coupe du monde qui comporte la discipline du cross-country eliminator. L'édition 2012 voit également la fin de l'épreuve de Four Cross, en raison selon l'UCI, du coût et de l'impact environnemental de la construction des pistes,.
Le 8 mars 2012, l'UCI annonce par communiqué de presse que la coupe du monde est filmée par Red Bull Media House GmbH, filiale média du groupe Red Bull. Les manches sont diffusées en direct, et également disponible en VOD sur internet, gratuitement.

## Cross-country

### Hommes

#### Élites
| # | Date       | Lieu             | Vainqueur       | Deuxième             | Troisième             | Leader du général |
| - | ---------- | ---------------- | --------------- | -------------------- | --------------------- | ----------------- |
| 1 | 17 mars    | Pietermaritzburg | Nino Schurter   | Burry Stander        | Manuel Fumic          | Nino Schurter     |
| 1 | 17 mars    | Pietermaritzburg | 1 h 30 min 38 s | + 11 s               | + 59 s                | Nino Schurter     |
| 2 | 15 avril   | Houffalize       | Julien Absalon  | Nino Schurter        | Marco Aurelio Fontana | Nino Schurter     |
| 2 | 15 avril   | Houffalize       | 1 h 30 min 22 s | + 38 s               | + 1 min 03 s          | Nino Schurter     |
| 3 | 13 mai     | Nove Mesto       | Nino Schurter   | Jaroslav Kulhavý     | Burry Stander         | Nino Schurter     |
| 3 | 13 mai     | Nove Mesto       | 1 h 26 min 46 s | + 6 s                | + 17 s                | Nino Schurter     |
| 4 | 20 mai     | La Bresse        | Julien Absalon  | Jaroslav Kulhavý     | Ralph Näf             | Nino Schurter     |
| 4 | 20 mai     | La Bresse        | 1 h 37 min 33 s | + 7 s                | + 40 s                | Nino Schurter     |
| 5 | 23 juin    | Mont-Sainte-Anne | Nino Schurter   | José Antonio Hermida | Jaroslav Kulhavý      | Nino Schurter     |
| 5 | 23 juin    | Mont-Sainte-Anne | 1 h 41 min 24 s | m.t.                 | + 1 min 49 s          | Nino Schurter     |
| 6 | 30 juin    | Windham          | Burry Stander   | Sergio Mantecón      | Marco Aurelio Fontana | Nino Schurter     |
| 6 | 30 juin    | Windham          | 1 h 38 min 09 s | + 17 s               | + 31 s                | Nino Schurter     |
| 7 | 28 juillet | Val d'Isère      | Nino Schurter   | Lukas Flückiger      | Marco Aurelio Fontana | Nino Schurter     |
| 7 | 28 juillet | Val d'Isère      | 1 h 34 min 03 s | + 13 s               | + 33 s                | Nino Schurter     |

| Pos | Cycliste              | Pts  |
| --- | --------------------- | ---- |
| 1.  | Nino Schurter         | 1200 |
| 2.  | Burry Stander         | 1058 |
| 3.  | Jaroslav Kulhavý      | 865  |
| 4.  | Marco Aurelio Fontana | 830  |
| 5.  | José Antonio Hermida  | 797  |
| 6.  | Florian Vogel         | 760  |
| 7.  | Manuel Fumic          | 715  |
| 8.  | Sergio Mantecon       | 697  |
| 9.  | Fabian Giger          | 660  |
| 10. | Lukas Flückiger       | 657  |

#### Espoirs
| # | Date       | Lieu             | Vainqueur               | Deuxième                | Troisième              | Leader du général       |
| - | ---------- | ---------------- | ----------------------- | ----------------------- | ---------------------- | ----------------------- |
| 1 | 17 mars    | Pietermaritzburg | Alexander Gehbauer      | Gerhard Kerschbaumer    | Markus Schulte-Luenzum | Alexander Gehbauer      |
| 2 | 14 avril   | Houffalize       | Ondřej Cink             | Alexander Gehbauer      | Julian Schelb          | Alexander Gehbauer      |
| 3 | 12 mai     | Nove mesto       | Ondřej Cink             | Michiel van der Heijden | Alexander Gehbauer     | Ondřej Cink             |
| 4 | 19 mai     | La Bresse        | Alexander Gehbauer      | Markus Schulte-Luenzum  | Matthias Stirnemann    | Alexander Gehbauer      |
| 5 | 23 juin    | Mont-Sainte-Anne | Michiel van der Heijden | Gerhard Kerschbaumer    | Markus Schulte-Luenzum | Alexander Gehbauer      |
| 6 | 30 juin    | Windham          | Michiel van der Heijden | Markus Schulte-Luenzum  | Reto Indergand         | Michiel van der Heijden |
| 7 | 28 juillet | Val d'Isère      | Gerhard Kerschbaumer    | Jordan Sarrou           | Daniele Braidot        | Michiel van der Heijden |

| Pos | Coureur                 | Pts |
| --- | ----------------------- | --- |
| 1   | Michiel van der Heijden | 395 |
| 2   | Gerhard Kerschbaumer    | 372 |
| 3   | Markus Schulte-Luenzum  | 327 |
| 4   | Alexander Gehbauer      | 310 |
| 5   | Ondřej Cink             | 292 |
| 6   | Ruben Scheire           | 176 |
| 7   | Daniele Braidot         | 174 |
| 8   | Julian Schelb           | 146 |
| 9   | Matthias Stirnemann     | 132 |
| 10  | James Reid              | 117 |

#### Juniors
| # | Date       | Lieu             | Vainqueur       | Deuxième           | Troisième         |
| - | ---------- | ---------------- | --------------- | ------------------ | ----------------- |
| 1 | 18 mars    | Pietermaritzburg | Anton Cooper    | Victor Koretzky    | Nicolas Sessler   |
| 2 | 15 avril   | Houffalize       | Romain Seigle   | Andri Frischknecht | Keegan Swenson    |
| 3 | 12 mai     | Nove Mesto       | Victor Koretzky | Romain Seigle      | Antoine Bouqueret |
| 4 | 20 mai     | La Bresse        | Victor Koretzky | Dominic Zumstein   | Titouan Carod     |
| 5 | 24 juin    | Mont-Sainte-Anne | Anton Cooper    | Marc-Antoine Nadon | Keegan Swenson    |
| 6 | 30 juin    | Windham          | Anton Cooper    | Keegan Swenson     | Nicolas Sessler   |
| 7 | 29 juillet | Val d'Isère      | Victor Koretzky | Titouan Carod      | Dominic Zumstein  |

### Femmes

#### Élites
| # | Date       | Lieu             | Vainqueur              | Deuxième         | Troisième            | Leader du général                   |
| - | ---------- | ---------------- | ---------------------- | ---------------- | -------------------- | ----------------------------------- |
| 1 | 17 mars    | Pietermaritzburg | Maja Włoszczowska      | Emily Batty      | Catharine Pendrel    | Maja Włoszczowska                   |
| 1 | 17 mars    | Pietermaritzburg | 1 h 34 min 01 s        | + 4 s            | + 23 s               | Maja Włoszczowska                   |
| 2 | 15 avril   | Houffalize       | Catharine Pendrel      | Julie Bresset    | Maja Włoszczowska    | Maja Włoszczowska Catharine Pendrel |
| 2 | 15 avril   | Houffalize       | 1 h 31 min 15 s        | + 48 s           | + 1 min 24 s         | Maja Włoszczowska Catharine Pendrel |
| 3 | 13 mai     | Nove Mesto       | Julie Bresset          | Irina Kalentieva | Kateřina Nash        | Julie Bresset                       |
| 3 | 13 mai     | Nove Mesto       | 1 h 29 min 17 s        | + 29 s           | + 48 s               | Julie Bresset                       |
| 4 | 20 mai     | La Bresse        | Gunn-Rita Dahle Flesjå | Kateřina Nash    | Julie Bresset        | Julie Bresset                       |
| 4 | 20 mai     | La Bresse        | 1 h 39 min 57 s        | + 16 s           | + 55 s               | Julie Bresset                       |
| 5 | 23 juin    | Mont-Sainte-Anne | Catharine Pendrel      | Georgia Gould    | Marie-Hélène Prémont | Catharine Pendrel                   |
| 5 | 23 juin    | Mont-Sainte-Anne | 1 h 41 min 40 s        | + 23 s           | + 1 min 51 s         | Catharine Pendrel                   |
| 6 | 30 juin    | Windham          | Catharine Pendrel      | Kateřina Nash    | Georgia Gould        | Catharine Pendrel                   |
| 6 | 30 juin    | Windham          | 1 h 37 min 53 s        | + 1 s            | + 10 s               | Catharine Pendrel                   |
| 7 | 28 juillet | Val d'Isère      | Gunn-Rita Dahle Flesjå | Julie Bresset    | Annie Last           | Catharine Pendrel                   |
| 7 | 28 juillet | Val d'Isère      | 1 h 32 min 07 s        | + 46 s           | + 1 min 09 s         | Catharine Pendrel                   |

| Pos | Cycliste               | Pts  |
| --- | ---------------------- | ---- |
| 1   | Catharine Pendrel      | 1290 |
| 2   | Gunn-Rita Dahle Flesjå | 1048 |
| 3   | Kateřina Nash          | 954  |
| 4   | Julie Bresset          | 950  |
| 5   | Georgia Gould          | 893  |
| 6   | Emily Batty            | 885  |
| 7   | Annie Last             | 702  |
| 8   | Marie-Hélène Prémont   | 694  |
| 9   | Maja Włoszczowska      | 670  |
| 10  | Irina Kalentieva       | 645  |

#### Espoirs
| # | Date       | Lieu             | Vainqueur          | Deuxième           | Troisième         | Leader du général                 |
| - | ---------- | ---------------- | ------------------ | ------------------ | ----------------- | --------------------------------- |
| 1 | 17 mars    | Pietermaritzburg | Ekaterina Anoshina | Yana Belomoyna     | Lisa Mitterbauer  | Ekaterina Anoshina                |
| 2 | 14 avril   | Houffalize       | Yana Belomoyna     | Ekaterina Anoshina | Rebecca Henderson | Ekaterina Anoshina Yana Belomoyna |
| 3 | 12 mai     | Nove Mesto       | Jolanda Neff       | Yana Belomoyna     | Paula Gorycka     | Yana Belomoyna                    |
| 4 | 19 mai     | La Bresse        | Yana Belomoyna     | Rebecca Henderson  | Samara Sheppard   | Yana Belomoyna                    |
| 5 | 23 juin    | Mont-Sainte-Anne | Samara Sheppard    | Yana Belomoyna     | Rebecca Henderson | Yana Belomoyna                    |
| 6 | 30 juin    | Windham          | Jolanda Neff       | Rebecca Henderson  | Candice Neethling | Yana Belomoyna                    |
| 7 | 28 juillet | Val d'Isère      | Jolanda Neff       | Yana Belomoyna     | Rebecca Henderson | Yana Belomoyna                    |

| Pos | Coureur            | Pts |
| --- | ------------------ | --- |
| 1   | Yana Belomoyna     | 460 |
| 2   | Rebecca Henderson  | 371 |
| 3   | Jolanda Neff       | 370 |
| 4   | Samara Sheppard    | 265 |
| 5   | Candice Neethling  | 246 |
| 6   | Ekaterina Anoshina | 174 |
| 7   | Kajsa Snihs        | 172 |
| 8   | Barbara Benko      | 152 |
| 9   | Paula Gorycka      | 140 |
| 10  | Helen Grobert      | 136 |

#### Juniors
| # | Date       | Lieu             | Vainqueur         | Deuxième           | Troisième        |
| - | ---------- | ---------------- | ----------------- | ------------------ | ---------------- |
| 1 | 17 mars    | Pietermaritzburg | Haylay Smith      | Nicole Erasmus     | Savannah Vosloo  |
| 2 | 14 avril   | Houffalize       | Margot Moschetti  | Lena Putz          | Sofia Wiedenroth |
| 3 | 12 mai     | Nove Mesto       | Margot Moschetti  | Barbora Machulkova | Jenny Rissveds   |
| 4 | 19 mai     | La Bresse        | Perrine Clauzel   | Margot Moschetti   | Sofia Wiedenroth |
| 5 | 23 juin    | Mont-Sainte-Anne | Frédérique Trudel | Dina Hordiyuk      | Amber Johnston   |
| 6 | 30 juin    | Windham          | Kate Courtney     | Frédérique Trudel  | Amber Johnston   |
| 7 | 28 juillet | Val d'Isère      | Andrea Waldis     | Lena Putz          | Margot Moschetti |

## Descente

### Hommes
| # | Date         | Lieu             | Vainqueur       | Deuxième         | Troisième      | Leader du général       |
| - | ------------ | ---------------- | --------------- | ---------------- | -------------- | ----------------------- |
| 1 | 18 mars      | Pietermaritzburg | Greg Minnaar    | Aaron Gwin       | Michael Hannah | Greg Minnaar            |
| 2 | 3 juin       | Val di Sole      | Aaron Gwin      | Greg Minnaar     | Gee Atherton   | Aaron Gwin Greg Minnaar |
| 3 | 10 juin      | Fort William     | Aaron Gwin      | Danny Hart       | Gee Atherton   | Aaron Gwin              |
| 4 | 24 juin      | Mont-Sainte-Anne | Aaron Gwin      | Greg Minnaar     | Danny Hart     | Aaron Gwin              |
| 5 | 1er juillet  | Windham          | Aaron Gwin      | Steve Smith      | Gee Atherton   | Aaron Gwin              |
| 6 | 29 juillet   | Val d'Isère      | Brook MacDonald | Gee Atherton     | Josh Bryceland | Aaron Gwin              |
| 7 | 15 septembre | Hafjell          | Steve Smith     | George Brannigan | Greg Minnaar   | Aaron Gwin              |

| Pos | Coureur          | Pts  |
| --- | ---------------- | ---- |
| 1   | Aaron Gwin       | 1260 |
| 2   | Greg Minnaar     | 1162 |
| 3   | Gee Atherton     | 1123 |
| 4   | Steve Smith      | 930  |
| 5   | Sam Hill         | 735  |
| 6   | Josh Bryceland   | 699  |
| 7   | Brook MacDonald  | 650  |
| 8   | Danny Hart       | 650  |
| 9   | Michael Hannah   | 632  |
| 10  | George Brannigan | 604  |

### Femmes
| # | Date         | Lieu             | Vainqueur       | Deuxième        | Troisième      | Leader du général |
| - | ------------ | ---------------- | --------------- | --------------- | -------------- | ----------------- |
| 1 | 18 mars      | Pietermaritzburg | Tracey Hannah   | Manon Carpenter | Emmeline Ragot | Tracey Hannah     |
| 2 | 3 juin       | Val di Sole      | Rachel Atherton | Myriam Nicole   | Emmeline Ragot | Emmeline Ragot    |
| 3 | 10 juin      | Fort William     | Emmeline Ragot  | Rachel Atherton | Myriam Nicole  | Emmeline Ragot    |
| 4 | 24 juin      | Mont-Sainte-Anne | Rachel Atherton | Myriam Nicole   | Emmeline Ragot | Emmeline Ragot    |
| 5 | 1er juillet  | Windham          | Rachel Atherton | Tracey Hannah   | Emmeline Ragot | Rachel Atherton   |
| 6 | 29 juillet   | Val d'Isère      | Rachel Atherton | Emmeline Ragot  | Floriane Pugin | Rachel Atherton   |
| 7 | 15 septembre | Hafjell          | Rachel Atherton | Emmeline Ragot  | Morgane Charre | Rachel Atherton   |

| Pos | Coureur             | Pts  |
| --- | ------------------- | ---- |
| 1   | Rachel Atherton     | 1450 |
| 2   | Emmeline Ragot      | 1310 |
| 3   | Myriam Nicole       | 892  |
| 4   | Tracey Hannah       | 732  |
| 5   | Emilie Siegenthaler | 705  |
| 6   | Morgane Charre      | 546  |
| 7   | Petra Bernhard      | 511  |
| 8   | Floriane Pugin      | 500  |
| 9   | Manon Carpenter     | 500  |
| 10  | Anita Molcik        | 480  |

## XCE

### Hommes
| # | Date     | Lieu       | Vainqueur         | Deuxième           | Troisième         |
| - | -------- | ---------- | ----------------- | ------------------ | ----------------- |
| 1 | 15 avril | Houffalize | Brian Lopes       | Daniel Federspiel  | Simon Gegenheimer |
| 2 | 13 mai   | Nove Mesto | Sepp Freiburghaus | Paul van der Ploeg | Mirco Widmer      |
| 3 | 20 mai   | La Bresse  | Patrick Lüthi     | Stefan Peter       | Brian Lopes       |

### Dames
| # | Date     | Lieu       | Vainqueur       | Deuxième        | Troisième          |
| - | -------- | ---------- | --------------- | --------------- | ------------------ |
| 1 | 15 avril | Houffalize | Annie Last      | Eva Lechner     | Jenny Rissveds     |
| 2 | 13 mai   | Nove Mesto | Alexandra Engen | Julie Bresset   | Cécile Ravanel     |
| 3 | 20 mai   | La Bresse  | Jenny Rissveds  | Alexandra Engen | Kathrin Stirnemann |